# 크리스토발 발렌시아가
크리스토발 발렌시아가 에이사기레(스페인어: Cristóbal Balenciaga Eizaguirre, 바스크어 발음: [kɾisˈtoβal βalens̻iaɣa eis̻aɣire], 1895년 1월 21일~1972년 3월 23일)는 스페인의 패션 디자이너로 발렌시아가 의류 브랜드의 설립자이다. 그는 타협하지 않는 기준의 쿠튀리에로 명성을 얻었고 크리스티앙 디오르에 의해 "우리 모두의 주인"으로, 코코 샤넬에 의해 "다른 사람들은 그저 패션 디자이너들입니다"라고 계속해서 말했다. 그가 사망한 날, 1972년, 우먼스웨어데일리는 "더 킹 이즈 데드"라는 헤드라인을 장식했다.
2011년부터 특수 제작된 크리스토발 발렌시아가 박물관은 그의 출생지인 게타리아에서 그가 작업한 사례들을 전시하고 있다. 소장품 1,200점 중 많은 것들이 그의 제자인 위베르 드 지방시와 그레이스 켈리와 같은 의뢰인들에 의해 공급되었다.